# Wypadek kolejowy w Auggen
Wypadek kolejowy w Auggen – wypadek kolejowy, który miał miejsce 2 kwietnia 2020 w Auggen (Badenia-Wirtembergia, Niemcy) – tuż przed nadjeżdżającym pociągiem zawalił się wiadukt. W wyniku zderzenia 1 osoba zginęła, a 3 zostały ranne, w tym jedna ciężko.
Pociąg szwajcarskiego przewoźnika «BLS Cargo» w składzie lokomotywa elektryczna Bombardier TRAXX F140 AC1, wagon pasażerski i niskopodwoziowe platformy do przewozu ciężarówek, poruszał się linią Kolej Doliny Renu (Rheintalbahn) na trasie z Fryburga do Novary we Włoszech. Przewoził 10 ciężarówek, których kierowcy podróżowali w wagonie osobowym tuż za lokomotywą. W okolicach miejscowości Auggen, w niewielkiej odległości przed jadącym pociągiem na tory spadł około 140-tonowy fragment rozbieranego wiaduktu.
W wyniku zderzenia w zniszczonej lokomotywie zginął 51-letni maszynista, jeden z pasażerów został ciężko ranny, dwóch – lekko, a pozostali odnieśli niegroźne obrażenia. Pociąg częściowo wykoleił się. Dostęp do rannych był bardzo utrudniony. Zniszczonych zostało ok. 250 m toru, sieci trakcyjnej i innej infrastruktury kolejowej. Ruch pociągów został w obu kierunkach wstrzymany do 8 kwietnia.
Zwraca się uwagę, że gdyby katastrofa budowlana nastąpiła wcześniej, to ofiar mogłoby być znacznie więcej – osiem minut wcześniej przejechał ekspres do Bazylei, a pięć minut wcześniej lokalny pociąg do Offenburga.